# Sycorax cryptella
Sycorax cryptella är en tvåvingeart som beskrevs av Satchell 1950. Sycorax cryptella ingår i släktet Sycorax och familjen fjärilsmyggor. Inga underarter finns listade i Catalogue of Life.